# Eurovisiesongfestival 1988
Het Eurovisiesongfestival 1988 was het drieëndertigste Eurovisiesongfestival en vond plaats op 30 april 1988 in Dublin, Ierland.
Het programma werd gepresenteerd door Pat Kenny en Michelle Rocca.
Van de 21 deelnemende landen won Zwitserland met het nummer Ne partez pas sans moi, uitgevoerd door Céline Dion.
Dit lied kreeg 137 punten, 11,2% van het totale aantal punten.
Met 136 punten werd Verenigd Koninkrijk tweede, gevolgd door Denemarken op de derde plaats met 92 punten.

## Puntentelling

### Stemstructuur
Net als vorig jaar werden in de nationale jury punten toegekend aan elk liedje. Het liedje met het meest aantal stemmen, kreeg twaalf punten. De tweede keus kreeg tien punten en de derde plaats tot en met tiende plaats kregen acht tot en met één punten. Stemmen op het eigen land is niet toegestaan.

### Score bijhouden
Voor het eerst was er geen fysiek scorebord aanwezig in de zaal, maar werd gebruikgemaakt van videoprojectie. De indeling was inmiddels vertrouwd omdat die gelijk was aan de scoreborden van 1985, 1986 en 1987.
De landen stonden in het Engels op het overzicht.
Voor de naam was de vlag met daarvoor extra cijfer-vak te zien.
Achter elk land stond het totaal aantal punten.
De vlag van Luxemburg klopte niet. Het stond op het scorebord in rood-wit-donkerblauw terwijl dit lichtblauw moest zijn. Gegeven punten werden gelijk bij het totaal van het land opgeteld.
De presentatoren stonden op het podium. In een totaalbeeld van het podium werd het scoreoverzicht achter hen 'ingemonteerd' zodat het leek alsof zij voor het overzicht stonden.
Het land dat de punten aan het doorgeven was, was herkenbaar doordat op het vlakje voor de naam een telefoontje knipperde.
Tussen het opbellen door werd de top vijf regelmatig zichtbaar door de top vijf, in volgorde van 1 naar 5 te laten zien. Het leidende land werd na iedere stemming duidelijk doordat de totaalscore van dat land knipperde.

### Stemmen
Het bellen van de landen ging op volgorde van deelname.
Het geven van de punten gebeurde in volgorde van laag naar hoog.
De vertegenwoordiger van het land noemde het land en het aantal punten in het Engels of Frans.
De presentatrice herhaalde dit in de taal waarin de punten gegeven werden
om daarna beide gegevens in de andere taal te herhalen.
Daarbij werd zowel in het Engels als het Frans points gebruikt.

### Beslissing
De jurering was op het einde een van de spannendste ooit. Nadat Frankrijk de punten heeft gegeven staat Groot-Brittannië eerste met 133 punten en Zwitserland 2e met 119 punten. Er moeten nog twee jureringen volgen. De Portugese jury beloont de Britten slechts met 3 punten, terwijl Celine Dion de volle 12 punten krijgt, wat de marge tussen beide landen terugbrengt tot 5. "We employed Agatha Christie for the script" meldt de presentator en dan volgt de laatste jurering van Joegoslavië. Zwitserland ontvangt daarbij 6 punten en Groot-Brittannië geen, waarmee het pleit beslecht is voor Ne partez pas sans moi.

## Deelnemers

### Terugkerende artiesten
| Land       | Artiest       | Plaats | Eerdere deelname                             | Plaats toen |
| ---------- | ------------- | ------ | -------------------------------------------- | ----------- |
| Denemarken | Hot Eyes      | 3      | Denemarken 1984                              | 4           |
| Denemarken | Hot Eyes      | 3      | Denemarken 1985                              | 11          |
| Israël     | Yardena Arazi | 7      | Israël 1976 (deel van Chocolad Menta Mastik) | 6           |
| Portugal   | Dora          | 18     | Portugal 1986                                | 14          |
| Turkije    | MFÖ           | 15     | Turkije 1985                                 | 14          |
| Zweden     | Tommy Körberg | 12     | Zweden 1969                                  | 9           |

Boulevard was vorig jaar de backinggroep van de Finse kandidaat.

### Nationale keuzes
Op IJsland herkanste Pálmi Gunnarsson van de groep ICY (ESF '86) maar hij werd laatste. De Zweedse deelnemer van vorig jaar Lotta Engberg werd 3de in de voorronde waar ook Siw Malmkvist meedeed die in '60 voor Zweden aantrad en in '69 voor Duitsland. Ami Aspelund (ESF '83) en Sonja Lumme (ESF '85) deden mee aan de Finse preselectie. In Turkije deden Sevingül Bahadir en Gür Akad van de groep Klips ve Onlar mee. In Duitsland was Cindy Berger, van het duo Cindy & Bert die het land in '74 vertegenwoordigden, er nog eens bij, ze werd 2de. Yiannis Dimitras (ESF '81) zat in de Griekse selectie. In Noorwegen werden Sverre Kjelsberg (ESF '80) en Lisa Haavik (ESF '86 voor Denemarken) er in de halve finale al uitgekegeld, drievoudig deelnemer Jahn Teigen schopte het wel tot in de finale.

### Uitslag
| Plaats | Land                | Artiest             | Titel                      | Punten |
| ------ | ------------------- | ------------------- | -------------------------- | ------ |
| 1      | Zwitserland         | Céline Dion         | Ne partez pas sans moi     | 137    |
| 2      | Verenigd Koninkrijk | Scott Fitzgerald    | Go                         | 136    |
| 3      | Denemarken          | Hot Eyes            | Ka' du se hva' jeg sa'?    | 92     |
| 4      | Luxemburg           | Lara Fabian         | Croire                     | 90     |
| 5      | Noorwegen           | Karoline Krüger     | For vår jord               | 88     |
| 6      | Joegoslavië         | Srebrna Krila       | Mangup                     | 87     |
| 7      | Israël              | Yardena Arazi       | Ben adam                   | 85     |
| 8      | Ierland             | Jump the Gun        | Take him home              | 79     |
| 9      | Nederland           | Gerard Joling       | Shangri-la                 | 70     |
| 10     | Frankrijk           | Gérard Lenorman     | Chanteur de charme         | 64     |
| 11     | Spanje              | La Década           | La chica que yo quiero     | 58     |
| 12     | Italië              | Luca Barbarossa     | Ti scrivo                  | 52     |
| 12     | Zweden              | Tommy Körberg       | Stad i ljus                | 52     |
| 14     | Duitsland           | Maxi & Chris Garden | Lied für einen Freund      | 48     |
| 15     | Turkije             | MFÖ                 | Sufi (hey ya hey)          | 37     |
| 16     | IJsland             | Beathoven           | Þú og þeir (Sókrates)      | 20     |
| 17     | Griekenland         | Afroditi Frida      | Clown                      | 10     |
| 18     | België              | Reynaert            | Laissez briller le soleil  | 5      |
| 18     | Portugal            | Dora                | Voltarei                   | 5      |
| 20     | Finland             | Boulevard           | Nauravat silmät muistetaan | 3      |
| 21     | Oostenrijk          | Wilfried            | Lisa Mona Lisa             | 0      |

### Gediskwalificeerde landen
- Cyprus had het lied Thimama klaar, maar dat lied was al eens 3de in de Cypriotische preselectie van 1984. Omdat dit niet conform de reglementen van de EBU was, werd Cyprus gediskwalificeerd.

### Kaart

Deelnemende landen
Landen die al meegedaan hebben maar niet meedoen